# Iambia nigella
Iambia nigella là một loài bướm đêm trong họ Noctuidae.